# روبرت هولمز بيل
روبرت هولمز بيل (بالإنجليزية: Robert Holmes Bell)‏ هو قاضي ومحامي أمريكي، ولد في 1944 في لانسنغ في الولايات المتحدة.